# Trienopa varicolor
Trienopa varicolor är en insektsart som beskrevs av Melichar 1906. Trienopa varicolor ingår i släktet Trienopa och familjen sköldstritar. Inga underarter finns listade i Catalogue of Life.